# مناطق غربی

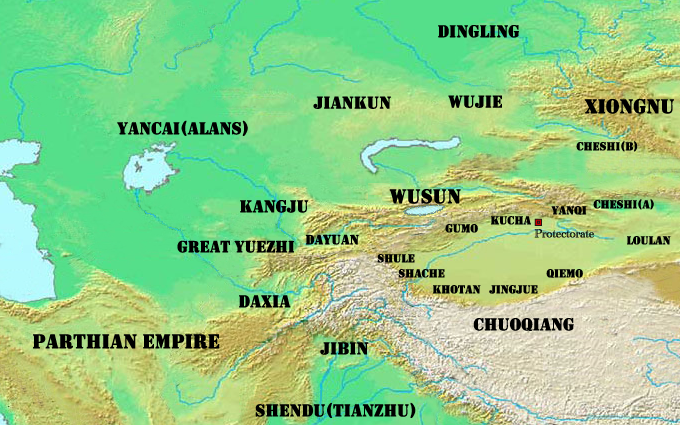

مناطق غربی (انگلیسی: Western Regions) (西域)، نام تاریخی مشخص شده در تاریخ چین باستان بین قرن سوم پیش از میلاد تا قرن هشتم پس از میلاد بود که به مناطق غرب گذرگاه یومن، اغلب حوضه تاریم در حال حاضر اشاره داشت. جنوب سین کیانگ (همچنین با نام آلتی‌شهر نیز شناخته می‌شود) و آسیای مرکزی (مخصوصاً شرقی‌ترین بخش در اطراف دره فرغانه)، اگرچه گاهی به‌طور کلی برای اشاره به مناطق دیگر در غرب چین نیز استفاده می‌شد، مانند پارت (که از نظر فنی متعلق به غرب آسیا و تیانژو (مانند رمان سفر به غرب یا سیر باختر) که به شبه‌قاره هند در جنوب آسیا اشاره دارد.